# Song Yingzong
Song Yingzong (宋英宗), född 1032, död 1067, var den femte kejsaren under den kinesiska Songdynastin (960-1279) och regerade 1063–1067. Hans personliga namn var Zhao Shu (赵曙). Kejsar Yingzong biologiska far var kejsare Taizongs sonson Zhao Yunrang, men Yingzong adopterades av kejsare Renzon och Cao (kejsarinna). Yingzong tillträdde efter att kejsar Renzong, avlidit 1063.
Yingzong avled år 1067 och efterträddes av sin son, kejsare Shenzong. Kejsare Yinzong begravdes liksom de flesta kejsare under Norra Song i Gongyi i Henan.